# CS UCM Reșița
Le  Club Sportiv Uzina Constructoare de Masini Reșița  ou CS  UCM Reșița  est un club sportif roumain, situé à Reșița, en Transylvanie. Il compte deux sections : sports mécaniques-motocyclisme et handball

## Historique
L'équipe descend d'un club omnisports, l'UD Reșița, fondé en 1926. En 1946, il devient le  Club Sportiv Muncitoresc Reșița (Club des travailleurs). Il change plusieurs fois d'appellation pendand les dix ans qui suivent (voir FCM Reșița pour les détails) avant de reprendre le titre de CSM en 1957.
La section de handball en salle est créée en 1958. En 1959, elle termine deuxième du championnat de handball à 11, performance rééditée en 1962. En 2001, la section handball fusionne avec celle du Club Sportiv Universitatea Reșița, club de l’université Eftimie Murgu de la ville qui évoluait en deuxième division. Elle s'associe au passage avec l’entreprise UCM (métallurgie, machines-outils, moteurs), qui lui donne ses couleurs bleu et blanc, et devient le C.S. Universitatea UCM Reșița. En 2004, l’équipe est promue en première division roumaine.
Après une neuvième place en 2006, le CS UCM se classe cinquième, ce qui lui ouvre les portes de la Coupe Challenge européenne, qu’il remporte à la fin de la saison face aux Norvégiens de Drammen HK. Il réédite l’exploit l’année suivante en battant les Autrichiens du Alpla HC Hard et devient la première équipe roumaine, tous sports confondus, à conserver un titre européen. Cette année-là, le CS UCM obtient son meilleur résultat en championnat (3e). Enfin, en 2009, le club réalise un triplé historique en battant en finale de la Coupe Challenge un autre club roumain, le CSU Suceava.

## Palmarès
- Coupe Challenge : 
  - Vainqueur : 2007, 2008 et 2009
- Coupe de Roumanie : 
  - Vainqueur : 2010

## Joueurs célèbres
- Cristian Mircea Ionescu
- Bojan Butulija
- Alin Ilie Vaidasigan-Surulescu
- Dušan Pašić
- Florin Gheorghe Cuciula
- Sebastian Ovidiu Parvan
- Adrian Tucanu
- Cristian Cătălin Antonaru
- Dan Mihai Rohozneanu
- Valentin Marian Ghionea
- Nenad Damjanović
- Eremia Pîrîianu
- Adrian Dănuț Petrea
- Mihuț Aron Pancu
- Gheorghe Alexandru Irimescu
- Florin Ciubotaru (Ciubotariu)
- Cristian Stelian Fenici
- Vladimir "Vanja" Kovačević
- Pavel Marius Grozăvescu
- Ioan Claudiu Stan
- Alexandru Petrică Vulpe
- Vladislav Veselinov

## Entraîneurs célèbres
- Aihan Omer